# Roxana Varga
Roxana Daniela Varga (născută 1 aprilie 1992, în Schweinfurt, Germania) este o fostă handbalistă din România retrasă din activitate, care a jucat pentru HC Zalău pe postul de inter dreapta. Începând din 2012, ea a făcut parte și din lotul lărgit al echipei naționale a României.
Din 2008 ea a fost componentă a echipelor naționale de junioare și tineret, pentru care a înscris 136 de goluri în 70 de meciuri.

## Palmares
- Cupa EHF:
  - Finalistă: 2012